# Потери самолётов США над Северным Вьетнамом (ноябрь—декабрь 1967)
В данном списке перечислены американские самолёты, потерянные при выполнении боевых заданий над Северным Вьетнамом в ходе Вьетнамской войны в период с ноября по декабрь 1967 года. Приведены только потери, удовлетворяющие следующим условиям:
- потеря является безвозвратной, то есть самолёт уничтожен или списан из-за полученных повреждений;
- потеря понесена по боевым или небоевым причинам в регионе Юго-Восточной Азии (включая Северный Вьетнам, Южный Вьетнам, Лаос, Камбоджу, Таиланд, Японию, Китай) и связана с боевыми операциями против Северного Вьетнама (Демократической Республики Вьетнам);
- потерянный самолёт состоял на вооружении Военно-воздушных сил, Военно-морских сил, Корпуса морской пехоты или Армии Соединённых Штатов Америки;
- потеря произошла в период между 1 ноября и 31 декабря 1967 года.

Список составлен на основе открытых источников. Приведённая в нём информация может быть неполной или неточной, а также может не соответствовать официальным данным министерств обороны США и СРВ. Тем не менее, в нём перечислены почти все самолёты, члены экипажей которых погибли или попали в плен. Неполнота связана в основном с теми самолётами, члены экипажей которых были эвакуированы поисково-спасательными службами США, а также с самолётами, потерянными вне пределов Северного Вьетнама (в этом случае не всегда возможно определить, была ли потеря связана с операциями именно против этой страны).
Список не затрагивает потери американской авиации, понесённые в операциях против целей на территории Южного Вьетнама, Лаоса и Камбоджи. Список составлялся без использования данных монографии Кристофера Хобсона «Vietnam Air Losses».

## Потери

### Ноябрь
- 2 ноября 1967 — A-4E «Скайхок» (номер 151985, 164-я штурмовая эскадрилья ВМС США). Столкнулся с землёй во время атаки цели в провинции Нгеан, предположительно сбит зенитным огнём. Пилот погиб.
- 2 ноября 1967 — A-6A «Интрудер» (номер 152629, 196-я штурмовая эскадрилья ВМС США). Сбит зенитным огнём или ЗРК. Оба члена экипажа погибли.
- 5 ноября 1967 — F-105D «Тандерчиф» (сер. номер 61-0173, ВВС США). Сбит зенитным огнём в районе Фук-Йен. Пилот спасён.
- 5 ноября 1967 — F-105F «Тандерчиф» (сер. номер 62-4430, ВВС США). Сбит зенитным огнём в районе Фук-Йен. Оба члена экипажа попали в плен, где один из них умер во время пыток.
- 6 ноября 1967 — F-105D (сер. номер 62-4286, 469-я тактическая истребительная эскадрилья ВВС США). Сбит ЗРК восточнее Бакнинь. Пилот погиб.
- 7 ноября 1967 — F-105D (сер. номер 60-0430, 469-я тактическая истребительная эскадрилья ВВС США). Сбит зенитным огнём северо-западнее Диньлап. Пилот погиб.
- 7 ноября 1967 — F-4C «Фантом» II (390-я тактическая истребительная эскадрилья ВВС США). Сбит при атаке наземной цели. Оба члена экипажа попали в плен.
- 7 ноября 1967 — A-4C «Скайхок» (номер 148566, 34-я штурмовая эскадрилья ВМС США). Сбит зенитным огнём. Пилот спасён.
- 8 ноября 1967 — F-105D «Тандерчиф» (сер. номер 61-0094, 354-я тактическая истребительная эскадрилья ВВС США). Сбит зенитным огнём в районе Фук-Йен. Пилот погиб.
- 8 ноября 1967 — F-4D «Фантом» II (сер. номер 66-0250, 555-я тактическая истребительная эскадрилья ВВС США). Сбит истребителем МиГ-21 в районе Ханоя. Один из членов экипажа спасён, другой попал в плен.
- 10 ноября 1967 — F-4C «Фантом» II (сер. номер 64-0669, 389-я тактическая истребительная эскадрилья ВВС США). Потерян юго-восточнее Донгхоя по неизвестной причине, предположительно из-за дефектного взрывателя авиабомбы. Оба члена экипажа погибли.
- 10 ноября 1967 — F-4C «Фантом» II (сер. номер 64-0834, 389-я тактическая истребительная эскадрилья ВВС США). Потерян юго-восточнее Донгхоя по неизвестной причине, предположительно из-за дефектного взрывателя авиабомбы. Оба члена экипажа погибли.
- 16 (14?) ноября 1967 — F-4B «Фантом» II (151-я истребительная эскадрилья ВМС США). Сбит ЗРК. Оба члена экипажа попали в плен.
- 17 ноября 1967 — A-4C «Скайхок» (номер 149546, 34-я штурмовая эскадрилья ВМС США). Сбит ЗРК в районе Ханоя. Пилот попал в плен.
- 17 ноября 1967 — F-105D «Тандерчиф» (сер. номер 62-4258, 354-я тактическая истребительная эскадрилья ВВС США). Подбит ЗРК в районе Бахмай, упал в провинции Хоабинь. Пилот катапультировался и погиб при невыясненных обстоятельствах.
- 17 ноября 1967 — F-4B «Фантом» II (ВМС США). Сбит, подробности потери не известны. Оба члена экипажа погибли.
- 18 ноября 1967 — F-105D «Тандерчиф» (сер. номер 62-4221, 34-я тактическая истребительная эскадрилья ВВС США). Сбит ЗРК над провинцией Виньфу. Пилот попал в плен, где умер.
- 18 ноября 1967 — F-105D «Тандерчиф» (сер. номер 62-4283, 469-я тактическая истребительная эскадрилья ВВС США). Сбит ЗРК над провинцией Виньфу. Пилот катапультировался и погиб при невыясненных обстоятельствах.
- 18 ноября 1967 — F-105D «Тандерчиф» (сер. номер 60-0497, 469-я тактическая истребительная эскадрилья ВВС США). Подбит истребителем МиГ-21 (по американским данным), упал на территории Лаоса. Пилот спасён.
- 18 ноября 1967 — F-105F «Уайлд Уизл» II (сер. номер 63-8295, ВВС США). Сбит предположительно истребителем МиГ-21 над провинцией Виньфу. Оба члена экипажа погибли.
- 19 ноября 1967 — F-4B «Фантом» II (номер 152304, 151-я истребительная эскадрилья ВМС США). Сбит истребителем МиГ-17 в районе Хайфона. Оба члена экипажа попали в плен, где один из них умер.
- 19 ноября 1967 — F-4B «Фантом» II (151-я истребительная эскадрилья ВМС США). Сбит истребителем МиГ-17 в районе Хайфона. Оба члена экипажа попали в плен, где один из них умер.
- 19 ноября 1967 — RF-4C «Фантом» II (11-я тактическая разведывательная эскадрилья ВВС США). Сбит в районе Ханоя. Оба члена экипажа попали в плен.
- 19 ноября 1967 — F-105D «Тандерчиф» (сер. номер 61-0208, 469-я тактическая истребительная эскадрилья ВВС США). Сбит ЗРК в районе Хатай. Пилот погиб.
- 19 ноября 1967 — F-105D «Тандерчиф» (сер. номер 58-1170, 34-я тактическая истребительная эскадрилья ВВС США). Сбит ЗРК западнее Ханоя. Пилот попал в плен.
- 19 ноября 1967 — F-105F «Уайлд Уизл» II (сер. номер 63-8349, 333-я тактическая истребительная эскадрилья ВВС США). Подбит ЗРК в районе Ханоя, упал на территории Лаоса. Оба члена экипажа спасены.
- 20 ноября 1967 — F-4C «Фантом» II (сер. номер 63-7680, 480-я тактическая истребительная эскадрилья ВВС США). Подбит зенитным огнём в районе демилитаризованной зоны, упал в Тонкинский залив. Один из членов экипажа спасён, другой погиб.
- 20 ноября 1967 — F-105D «Тандерчиф» (сер. номер 61-0124, 469-я тактическая истребительная эскадрилья ВВС США). Сбит истребителем МиГ-21 (по американским данным) юго-восточнее Йенбай. Пилот попал в плен.
- 25 ноября 1967 — A-4E «Скайхок» (номер 150037, 155-я штурмовая эскадрилья ВМС США). Упал с палубы авианосца в Тонкинский залив. Пилот погиб.
- 25 ноября 1967 — A-6A «Интрудер» (номер 152612, 242-я всепогодная штурмовая эскадрилья Корпуса морской пехоты США). Сбит в ночном вылете. Оба члена экипажа погибли.
- 26 ноября 1967 — F-4C «Фантом» II (ВВС США). Потерян над провинцией Куангбинь по неизвестной причине, предположительно из-за дефекта взрывателя авиабомбы. Оба члена экипажа погибли.

### Декабрь
- 14 декабря 1967 — F-105D «Тандерчиф» (сер. номер 59-1750, 469-я тактическая истребительная эскадрилья ВВС США). Сбит зенитным огнём над Ханоем. Пилот попал в плен.
- 16 декабря 1967 — F-4D «Фантом» II (сер. номер 66-7631, 555-я тактическая истребительная эскадрилья ВВС США). Сбит истребителем МиГ-21 (по американским данным). Оба члена экипажа попали в плен.
- 17 декабря 1967 — F-105D «Тандерчиф» (сер. номер 60-0422, 469-я тактическая истребительная эскадрилья ВВС США). Сбит западнее Тэйнгуен, вероятно, истребителем МиГ-17 или МиГ-21. Пилот попал в плен.
- 17 декабря 1967 — F-4D «Фантом» II (497-я тактическая истребительная эскадрилья ВВС США). Сбит истребителем МиГ-17 северо-западнее Ханоя. Оба члена экипажа попали в плен.
- 18 декабря 1967 (ночь) — F-4D «Фантом» II (сер. номер 66-7757, 497-я тактическая истребительная эскадрилья ВВС США). Информация о причине потери отсутствует. Оба члена экипажа спасены.
- 22 декабря 1967 — A-4E «Скайхок» (номер 152071, 155-я штурмовая эскадрилья ВМС США). Информация о причине потери отсутствует. Пилот погиб.
- 22 декабря 1967 — A-7A «Корсар» II (номер 153239, 147-я штурмовая эскадрилья ВМС США). Сбит ЗРК южнее Хайфона. Пилот попал в плен.
- 27 декабря 1967 — F-4B «Фантом» II (номер 153005, 114-я истребительная эскадрилья ВМС США). Пропал во время вылета в сложных метеорологических условиях. Экипаж погиб.
- 27 декабря 1967 — F-4C «Фантом» II (390-я тактическая истребительная эскадрилья ВВС США). Подбит над провинцией Куангбинь, упал в Тонкинский залив. Один из членов экипажа спасён, другой погиб после катапультирования и приводнения.
- 31 декабря 1967 — A-6A «Интрудер» (номер 152917, 75-я штурмовая эскадрилья ВМС США). Потерян в районе Винь, возможно, сбит ЗРК. Оба члена экипажа погибли.

## Общая статистика
По состоянию на 21 марта 2025 года в списке перечислены следующие потери:
| Самолёты          | #  |
| A-4               | 5  |
| A-6               | 3  |
| A-7               | 1  |
| F-4               | 16 |
| F-105             | 16 |
| Итого: 41 самолёт |    |

Эти данные не являются полными и могут меняться по мере дополнения списка.